# サライ・アーダーム
サライ・アーダーム（ハンガリー語: Szalai Ádám 、1987年12月9日 - ）は、ハンガリー・ブダペスト出身の元サッカー選手。ハンガリー代表。ポジションはFW。

## 経歴
ハンガリーのウーイペシュトFCのユースチームなどに在籍した後に、2006年にVfBシュトゥットガルトIIに移籍しレギオナルリーガでプロデビューを果たし、33試合で15ゴールを決める活躍を見せた。2007年8月、レアル・マドリードのリザーブチームのレアル・マドリード・カスティージャに移籍した。
2010年1月9日、1.FSVマインツ05にシーズン終了まで期限付き移籍し、6月に3年契約で完全移籍した。
2013年6月、シャルケ04へ完全移籍。
2014年7月4日、1899ホッフェンハイムへ2018年6月までの4年契約で完全移籍した。
2019年8月27日、古巣1.FSVマインツ05にフリーで再加入、2年契約を結んだ。
2022年2月15日、FCバーゼルと2023年夏までの契約を結んだ。
引退後はハンガリー代表のアシスタントコーチを務める。

## 代表歴
ハンガリー代表として2009年2月に親善試合のイスラエル戦で代表デビューを飾った。2010年10月8日のEURO2012予選、サンマリノ戦で代表初得点を含むハットトリックを達成。続く10月12日のフィンランド戦でも先制点を挙げた。

## 個人成績

### 代表での成績
出典
| ハンガリー代表 | 国際Aマッチ | 国際Aマッチ |
| 年             | 出場        | 得点        |
| -------------- | ----------- | ----------- |
| 2009           | 1           | 0           |
| 2010           | 5           | 4           |
| 2011           | 0           | 0           |
| 2012           | 8           | 3           |
| 2013           | 5           | 0           |
| 2014           | 4           | 1           |
| 2015           | 6           | 0           |
| 2016           | 11          | 5           |
| 2017           | 2           | 1           |
| 2018           | 1           | 1           |
| 通算           | 43          | 15          |

### 代表での得点
| #  | 開催日         | 開催地                                                 | 対戦国       | スコア | 結果 | 大会                          |
| -- | -------------- | ------------------------------------------------------ | ------------ | ------ | ---- | ----------------------------- |
| 1  | 2010年10月8日  | ブダペスト、プシュカーシュ・フェレンツ・シュタディオン | サンマリノ   | 2–0    | 8–0  | UEFA EURO 2012予選            |
| 2  | 2010年10月8日  | ブダペスト、プシュカーシュ・フェレンツ・シュタディオン | サンマリノ   | 4–0    | 8–0  | UEFA EURO 2012予選            |
| 3  | 2010年10月8日  | ブダペスト、プシュカーシュ・フェレンツ・シュタディオン | サンマリノ   | 5–0    | 8–0  | UEFA EURO 2012予選            |
| 4  | 2017年10月12日 | ヘルシンキ、オリンピックスタジアム                     | フィンランド | 0–1    | 1–2  | UEFA EURO 2012予選            |
| 5  | 2012年2月29日  | ジェール、ETOパーク                                    | ブルガリア   | 1–0    | 1–1  | 親善試合                      |
| 6  | 2012年9月7日   | アンドラ・ラ・ベリャ、エスタディオ・コムナル           | アンドラ     | 0–3    | 0–5  | 2014 FIFAワールドカップ予選   |
| 7  | 2012年10月16日 | ブダペスト、プシュカーシュ・フェレンツ・シュタディオン | トルコ       | 2–1    | 3–1  | 2014 FIFAワールドカップ予選   |
| 8  | 2014年10月14日 | トースハウン、トースヴェリュール                       | フェロー諸島 | 0–1    | 0–1  | UEFA EURO 2016予選            |
| 9  | 2016年6月14日  | ボルドー、ヌーヴォ・スタッド・ド・ボルドー             | オーストリア | 0–1    | 0–2  | UEFA EURO 2016                |
| 10 | 2016年10月7日  | ブダペスト、グルパマ・アレーナ                         | スイス       | 1–1    | 2–3  | 2018 FIFAワールドカップ予選   |
| 11 | 2016年10月7日  | ブダペスト、グルパマ・アレーナ                         | スイス       | 2–2    | 2–3  | 2018 FIFAワールドカップ予選   |
| 12 | 2016年10月10日 | リガ、スコント・スタディオン                           | ラトビア     | 0–2    | 0–2  | 2018 FIFAワールドカップ予選   |
| 13 | 2016年11月13日 | ブダペスト、グルパマ・アレーナ                         | アンドラ     | 4–0    | 4–0  | 2018 FIFAワールドカップ予選   |
| 14 | 2017年8月31日  | ブダペスト、グルパマ・アレーナ                         | ラトビア     | 2–0    | 3–1  | 2018 FIFAワールドカップ予選   |
| 15 | 2018年3月23日  | ブダペスト、グルパマ・アレーナ                         | カザフスタン | 1–2    | 2–3  | 親善試合                      |
| 16 | 2018年10月15日 | タリン、ア・ル・コック・アレーナ                       | エストニア   | 2–1    | 3–3  | UEFAネーションズリーグ2018-19 |
| 17 | 2018年10月15日 | タリン、ア・ル・コック・アレーナ                       | エストニア   | 3–3    | 3–3  | UEFAネーションズリーグ2018-19 |
| 18 | 2018年11月15日 | ブダペスト、グルパマ・アレーナ                         | エストニア   | 2–0    | 2–0  | UEFAネーションズリーグ2018-19 |
| 19 | 2018年11月18日 | ブダペスト、グルパマ・アレーナ                         | フィンランド | 1–0    | 2–0  | UEFAネーションズリーグ2018-19 |
| 20 | 2019年3月24日  | ブダペスト、グルパマ・アレーナ                         | クロアチア   | 1–1    | 2–1  | UEFA EURO 2020予選            |
| 21 | 2019年11月15日 | ブダペスト、プシュカーシュ・フェレンツ・シュタディオン | ウルグアイ   | 1–2    | 1–2  | 親善試合                      |
| 22 | 2021年3月25日  | ブダペスト、プシュカーシュ・フェレンツ・シュタディオン | ポーランド   | 2–0    | 3–3  | 2022 FIFAワールドカップ予選   |
| 23 | 2021年3月28日  | セラヴァッレ、サンマリノ・スタジアム                   | サンマリノ   | 1–0    | 3–0  | 2022 FIFAワールドカップ予選   |
| 24 | 2021年6月23日  | ミュンヘン、アリアンツ・アレーナ                       | ドイツ       | 1–0    | 2–2  | UEFA EURO 2020                |

## タイトル

### 個人
- ハンガリー年間最優秀若手選手賞：2008